# María Adela Caría
María Adela Caría (12 de febrero de 1912-1987) fue una bacterióloga argentina, jefa de microbiología del Museo Argentino de Ciencias Naturales e investigadora del CONICET. Formó parte del grupo de científicas conocidas como las «Cuatro de Melchior» que participaron del primer trabajo de campo en la Antártida. Por sus trabajos en la Antártida un cabo lleva su nombre: cabo Caría.

## Trayectoria profesional
Hija de inmigrantes italianos, Caría nació en La Plata (Buenos Aires, Argentina). Su familia decidió retornar a Italia, por lo cual sus estudios de bachillerato los realizó allí, revalidándolos a su regreso a Argentina en 1935. Entre 1944 y 1947, fue parte del equipo del Instituto Nacional de la Nutrición. En 1947  ingresó al Museo Argentino de Ciencias Naturales, en el cargo de Auxiliar Principal, trabajando hasta 1957 en el estudio de las enterobacterias. Fue docente de Microbiología agrícola en la Facultad de Ciencias Veterinarias y de la II Cátedra de Pediatría y Puericultura de la Facultad de Medicina, ambas casas de estudio de la Universidad de Buenos Aires. Entre 1957 y 1966 formó parte del equipo fundador del Laboratorio de bacteriología en el Hospital de Niños “Ricardo Gutiérrez”, abocado a desarrollar tratamientos efectivos para enfermedades bacterianas de alta mortalidad infantil muy elevada: enfermedad estafilocóccica pulmonar, diarreas del lactante e infecciones urinarias. Ingresó como investigadora al CONICET en 1962.
En noviembre de 1968, Caría participó de la expedición a la Antártida junto a Elena Martínez Fontes, Irene Bernasconi y Carmen Pujals. Embarcada en el  ARA Bahía Aguirre fue trasladada hasta la Base Melchior, donde trabajaron durante el verano recolectando ejemplares de la Antártida. Durante la expedición recorrieron en bote mil kilómetros de la Antártida, y lograron realizar desembarcos para la toma de muestras. Sus investigaciones aportaron al conocimiento de algas marinas, esponjas silíceas, estrellas, erizos de mar y otros invertebrados, así como al entendimiento de la microbiología ambiental.